# Jan Buchta
Jan Buchta (14. ledna 1917 Moutnice – 26. května 2004 Brno) byl český palubní radiotelegrafista a střelec 311. československé bombardovací perutě a po druhé světové válce vojenský právník.

## Život

### Před druhou světovou válkou
Jan Buchta se narodil 14. ledna 1917 v Moutnicích na Brněnsku. Mezi lety 1928 a 1936 vystudoval brněnské gymnázium a poté nastoupil na Právnickou fakultu Masarykovy univerzity. Studia byl nucen přerušit v roce 1939 z důvodů uzavření českých vysokých škol nacisty, dokončit je mohl až v roce 1946.

### Druhá světová válka
Jan Buchta opustil v říjnu 1939 ilegálně Protektorát Čechy a Morava a přes Slovensko a Maďarsko se dostal Francie, kde byl 24. ledna 1940 v Agde odveden do zde vznikající Československé armády v zahraničí. Působil jako velitel družstva u 2. pěšího pluku. Po pádu Francie v červnu 1940 se evakuoval do Spojeného království. Zde se stal příslušníkem 1. československé smíšené brigády konkrétně jejího 2. praporu. V roce 1942 požádal o přeložení k letectvu, bylo mu vyhověno, následně absolvoval výcvik na palubního radiotelegrafistu a střelce mj. i na Bahamách. Po jeho ukončení 18. září 1943 byl přičleněn k 311. československé bombardovací peruti, se kterou se účastnil protiponorkových a protilodních hlídkových letů nad oceánem. Do konce druhé světové války nalétal v rámci 54 letů 635 operačních hodin.

### Po druhé světové válce
Po dokončení studií v roce 1946 působil Jan Buchta jako vojenský právník v Brně. V dubnu 1950 byl komunistickou mocí propuštěn a nadále se byl nucen živit jako nekvalifikovaný dělník, mj. jako kopáč. Po roce 1989 byl rehabilitován a povýšen do hodnosti plukovníka ve výslužbě. Zemřel 26. května 2004 v Brně, pohřben byl v rodných Moutnicích.

## Vyznamenání
- 1941, 1942, 1944 Československý válečný kříž 1939
- 1945 Československá medaile Za chrabrost před nepřítelem
- 1945 Československá medaile za zásluhy I. stupně

## Posmrtné připomínky
- Na budově Orlovny v rodných Moutnicích byla Janu Buchtovi a dalším místním osobnostem protinacistického odboje odhalena pamětní deska[2]